# Les Jours d'avant
Pour plus de détails, voir Fiche technique et Distribution.
Les Jours d'avant est un film algéro-français réalisé par Karim Moussaoui, sorti en 2015. Ce moyen métrage a été diffusé le 28 octobre 2017 sur la chaîne Arte.

## Synopsis
Djaber et Yamina évoquent leurs souvenirs d'adolescents à Alger, ainsi qu'un assassinat politique, tandis que les années de plomb des années 1990 en Algérie tombent sur le pays.

## Fiche technique
- Titre : Les Jours d'avant
- Réalisation : Karim Moussaoui
- Scénario : Karim Moussaoui et Virginie Legeay
- Photographie : David Chambille
- Son : Arnaud Marten
- Montage : Julien Chigot
- Sociétés de production : Les Loupiottes - Taj Injar
- Pays d’origines :  Algérie -  France
- Langue originale : arabe
- Durée : 40 minutes
- Genre : drame
- Dates de sortie : 
  - Algérie : 6 février 2015
  - France : 4 février 2015

## Distribution
- Mehdi Ramdani : Djaber
- Souhila Mallem : Yamina
- Mohammed Ghouli : Rafik
- Meriem Medjkrane : Nedjila
- Chawki Amari : le père de Yamina

## Distinctions

### Récompenses
- 2013 : Prix Format Court du meilleur court métrage au Festival international du film francophone de Namur[2]
- 2014 : Grand Prix du jury et Prix de la meilleure actrice au Festival Premiers Plans d'Angers[3]
- 2014 : Prix Lutin du meilleur film
- 2014 : Mention du jury au Festival de Clermont-Ferrand [4]

### Nominations
- 2015 : César du meilleur court métrage